# Commit
Commit – ostateczne zatwierdzenie tymczasowo dokonanych zmian. Najpopularniejszym użyciem jest zakończenie transakcji.
Polecenie SQL COMMIT kończy transakcję w obrębie systemu zarządzania relacyjną bazą danych (RDBMS) i tworzy wszystkie zmiany widzialnymi dla innych użytkowników. Głównym formatem jest wydanie deklaracji BEGIN WORK, jednego lub kilku poleceń SQL i następnie polecenia COMMIT. Alternatywnie, wydane może być polecenie ROLLBACK, które anuluje wykonane polecenia od momentu wydania instrukcji BEGIN WORK. Polecenie COMMIT zwalnia również wszelkie istniejące punkty przywracania, które mogły być użyte.
W czasie trwania transakcji, w przeciwieństwie do commit poleceniem służącym do anulowania niezatwierdzonych zmian jest ROLLBACK.
Commit używany jest też w systemach kontroli wersji. Oznacza wtedy zatwierdzenie tymczasowo wprowadzonych zmian w kodzie źródłowym i wprowadzenie ich do systemu.